# Giro d’Italia 2022/8. Etappe
Die 8. Etappe des Giro d’Italia 2022 fand am 14. Mai 2022 mit Start und Ziel in Neapel statt. Auf unterschiedlichen Schleifen wurden 153 Kilometer und 2130 Höhenmeter zurückgelegt. Nach der Zielankunft hatten die Fahrer insgesamt 1292,2 Kilometer absolviert, was 37,5 % der Gesamtdistanz der 105. Austragung des italienischen Etappenrennens entsprach. Die Organisatoren der Rundfahrt bewerteten die Schwierigkeit der Etappe mit zwei von fünf Sternen (bassa difficoltà).

## Streckenführung
Der neutralisierte Start erfolgte in Neapel auf der Piazza del Plebiscito gegenüber dem Palazzo Reale. Entlang der Küste passierten die Fahrer das Castel dell’Ovo und fuhren auf der Via Francesco Caracciolo in Richtung Westen.
Der offizielle Start erfolgte nach gerade einmal zwei gefahrenen Kilometern in Neapel auf der Höhe des Rotonda Diaz und die Strecke führte anschließend entlang der Küste in Richtung der Insel Nisida. Später ging es über Pozzuoli im Landesinneren in Richtung Norden zum Lago Patria. Im gleichnamigen Ort wurde nach 37,4 Kilometern der erste Zwischensprint ausgefahren. Danach drehte die Fahrtrichtung gen Süden und die Fahrer passierten auf ihrem Weg nach Bacoli die antike Stadt Cumae. Nach 51,1 gefahrenen Kilometern erreichten die Fahrer einen 19 Kilometer langen Rundkurs, der viermal absolviert wurde. Dieser führte vorbei an der Burg Aragonese di Baia und verlief zwischen dem Lago Miseno und dem Lago Fusaro. Auf jeder Runde wurden zwei kurze Anstieg überquert: Die kurze, aber steile Rampe der Via Petronio (0,6 km mit 9,4 %) und der längere Monte di Procida (2,1 km bei 6 %) mit einer Höhe von 128 Metern. Einzig die letzte Überquerung des Monte di Procida, nach 118,7 gefahrenen Kilometern, wurde jedoch als Anstieg der 4. Kategorie in der Bergwertung berücksichtigt. Unmittelbar zuvor wurde am Fuße der Steigung in Bacoli – bei Kilometer 115,7 – der zweite Zwischensprint ausgefahren. Nach dem Verlassen des Rundkurses führten die letzten rund 25 Kilometer auf derselben welligen Strecke zurück nach Neapel, über die die Fahrer die Stadt nach dem Start verlassen hatten. Das Ziel befand sich an derselben Stelle wie der offizielle Start. Einen Kilometer vor dem Ziel mussten die Fahrer eine technische Kurvenkombination absolvieren. Diese bestand aus einer scharfen Linkskurve, einer 180-Grad-Wende und einer scharfen Rechtskurve innerhalb von wenigen Metern.
|                            | Ort                            | Kilometer | Länge (km) | Höhe (m) | Ø Steigung | max. Steigung |
| -------------------------- | ------------------------------ | --------- | ---------- | -------- | ---------- | ------------- |
| neutraler Start            | Neapel (Piazza del Plebiscito) | −2        |            |          |            |               |
| offizieller Start          | Neapel (Rotonda Diaz)          | 0         |            |          |            |               |
| Zwischensprint             | Lago Patria                    | 37,4      |            |          |            |               |
| Einfahrt Rundkurs          | Lago Lucrino                   | 51,1      |            |          |            |               |
| Zwischensprint             | Bacoli                         | 115,7     |            |          |            |               |
| Bergwertung (4. Kategorie) | Monte di Procida               | 118,7     | 2,1        | 128      | 6 %        | 11 %          |
| Ausfahrt Rundkurs          | Lago Lucrino                   | 129,7     |            |          |            |               |
| Ziel                       | Neapel (Rotonda Diaz)          | 153       |            |          |            |               |

## Rennverlauf und Ergebnis
Direkt nach dem offiziellen Start versuchten sich mehrere Fahrer vom Hauptfeld abzusetzen. In einer hektischen Anfangsphase bildete sich auf dem ersten kleinen Anstieg, der aus Neapel führte, eine Fluchtgruppe in der 21 Fahrer vertreten waren. Mit dabei waren: Mathieu van der Poel (Alpecin-Fenix), Biniam Girmay (Intermarché-Wanty-Gobert Matériaux), Thomas De Gendt, Sylvain Moniquet, Harm Vanhoucke (alle Lotto Soudal), Wout Poels, Jasha Sütterlin (beide Bahrain Victorious), Diego Ulissi (UAE Team Emirates), Guillaume Martin (Cofidis), Mauro Schmid (Quick-Step Alpha Vinyl Team), Mattias Skjelmose Jensen (Trek-Segafredo), Fabio Felline, Harold Tejada (Astana Qazaqstan Team), Andrea Vendrame, Lilian Calmejane (AG2R Citroën Team), Jorge Arcas (Movistar Team), Mirco Maestri, Samuele Rivi (beide Eolo-Kometa Cycling Team), Simone Ravanelli, Edoardo Zardini (Drone Hopper-Androni Giocattoli) und Davide Gabburo (Bardiani CSF Faizanè). Während die Mannschaft EF Education-EasyPost die Lücke zu den Ausreißern klein hielt, löste sich Mathieu van der Poel nach sieben gefahrenen Kilometern von seinen Gefährten und hielt das Tempo in der anschließenden Abfahrt hoch. Nach weiteren acht Kilometern wurde der Niederländer jedoch wieder eingeholt. Der Vorsprung der Spitzengruppe war mit gerade einmal 50 Sekunden jedoch weiterhin gering. Nach rund 20 gefahrenen Kilometern wurde das Tempo im Hauptfeld schließlich gedrosselt und der Vorsprung der Ausreißer pendelte sich bei der zwei Minuten Marke ein.
Beim ersten Zwischensprint, der nach 37,4 Kilometer ausgefahren wurde, setzte sich Biniam Girmay durch und machte somit 12 Punkte auf Arnaud Démare (Groupama-FDJ), den Träger des violetten Trikots, gut. Platz zwei und drei gingen an Edoardo Zardini und Mauro Schmid, die im Kampf um die Punktewertung keine Rolle spielten. Im Hauptfeld übernahm das Team des Gesamtführenden Juan Pedro López (Trek-Segafredo) die Tempoarbeit, um den Rückstand auf die Ausreißer nicht zu groß werden zu lassen. Der bestplatzierte Fahrer in der Spitzengruppe war Guillaume Martin mit einem Rückstand von vier Minuten und sechs Sekunden. Bei der ersten Auffahrt des Monte di Procida ließ sich Jasha Sütterlin aus der Spitzengruppe in die Hauptgruppe zurückfallen.
Während nach und nach die Mannschaften der Klassement-Fahrer die Tempoarbeit im Hauptfeld gestalteten, griff Mathieu van der Poel 46 Kilometer vor dem Ziel in der Steigung der Via Petronio an. Durch die Attacke zerfiel zwar die Spitzengruppe, doch der Niederländer konnte sich nicht entscheidend absetzten. Nachdem die Gruppe wieder auf 15 Fahrer angewachsen war, griff Davide Gabburo 42 Kilometer vor dem Ziel an und Jorge Arcas folgte ihm. Kurz drauf stießen auch Thomas De Gent und sein Teamkollege Harm van Houcke sowie Simone Ravanelli dazu. Dahinter konnte Mattias Skjelmose Jensen dem Tempo nicht folgen, wodurch sich Lücke zu den übrigen Fahrern der Fluchtgruppe auftat. Während die fünf Fahrer an der Spitze gut zusammenarbeiteten, war sich die Verfolgergruppe uneinig und verlor innerhalb von wenigen Kilometern eine halbe Minute. Unterdessen waren mit Mark Cavendish (Quick-Step Alpha Vinyl) und Fernando Gaviria (UAE Team Emirates) die ersten Sprinter im Hauptfeld abgehängt worden, dessen Rückstand in etwa drei Minuten betrug.
Nachdem der zweiten Zwischensprint – 37,3 Kilometer vor dem Ziel – durchfahren wurde, begann die letzte Auffahrt auf den Monte di Procida. Im Anstieg konnte Simone Ravanelli der Spitzengruppe nicht folgen und fiel zurück. In der Verfolgergruppe gab Mathieu van der Poel das Tempo vor, dem nur Biniam Girmay, Sylvain Moniquet, Wout Poels, Mauro Schmid, Guillaume Martin, Mattias Skjelmose Jensen und Andrea Vendrame folgen konnten. Bei der Überquerung der Bergwertung (4. Kategorie), die Thomas De Gendt vor Harm Vanhoucke und Jorge Arcars gewann, betrug der Rückstand der Verfolger nur noch 15 Sekunden. In weiterer Folge fiel das Tempo in der Verfolgergruppe jedoch wieder ab und der Vorsprung der Spitze wuchs erneut an. Auf der letzten Auffahrt der Via Petronio, kam es zu etlichen angriffen und Tempoverschärfungen in der Verfolgergruppe. Am Ende der Steigung formierte sich eine Gruppe in der Mathieu van der Poel, Biniam Girmay, Mauro Schmid, Wout Poels und Guillaume Martin vertreten war. Die Fünf konnten jedoch nicht zur Spitze aufschließen, deren Vorsprung konstant bei einer halben Minute blieb. Im Hauptfeld übernahm erneut das Team Trek-Segafredo die Nachführarbeit, da der Rückstand auf die Ausreißer bei rund vier Minuten lag, wodurch das Rosa Trikot von Juan Pedro López in Gefahr war.
Rund zehn Kilometer vor dem Ziel griff der gesamt Zweite Lennard Kämna (Bora-hansgrohe) im Hauptfeld auf einer kurzen Steigung an und versuchte sich von Juan Pedro López zu lösen. Der Spanier blieb jedoch an seinem Hinterrad und die beiden wurden wenig später wieder eingeholt. An der Spitze des Rennens arbeitete das Quartett weiter gut zusammen und konnte den Vorsprung von rund 30 Sekunden auf die Verfolger halten.
Vier Kilometer vor dem Ziel lösten sich Mathieu van der Poel und Biniam Girmay auf der abschließenden Abfahrt nach Neapel von ihren Begleitern und holten Sekunde um Sekunde auf die Spitzengruppe auf. Bei Erreichen des letzten Kilometers war der Rückstand der beiden auf unter zehn Sekunden geschmolzen, aber sie konnten nicht mehr zu den Führenden aufschließen. Harm Vanhoucke fuhr den Zielsprint für Thomas De Gendt an, der die Etappe souverän vor Davide Gabburo und Jorge Arcars gewann. Für den Belgier, der bereits bei allen drei Grand-Tours-Etappen gewonnen hatte, war es der zweite Etappensieg beim Giro d’Italia. Das Hauptfeld überquerte den Zielstrich mit einem Rückstand von rund dreieinhalb Minuten und Juan Pedro López verteidigte somit sowohl die Gesamt- als auch die Nachwuchswertung. Auch Arnaud Démare und Koen Bouwman (Jumbo-Visma) behaupteten ihren Vorsprung in der Punkte- bzw. Bergwertung. Alle 167 Fahrer erreichten das Ziel, Simon Carr (EF Education-EasyPost) war nicht an den Start gegangen.
| \| Etappenergebnis \| Etappenergebnis \| Etappenergebnis \| Etappenergebnis \| Etappenergebnis \| \| Fahrer \| Fahrer \| Land \| Team \| Zeit \| \| --------------- \| -------------------- \| --------------- \| ---------------------------------- \| --------------- \| \| 1. \| Thomas De Gendt \| Belgien \| Lotto-Soudal \| 3 h 32 min 53 s \| \| 2. \| Davide Gabburo \| Italien \| Bardiani CSF Faizanè \| + 0 s \| \| 3. \| Jorge Arcas \| Spanien \| Movistar Team \| + 0 s \| \| 4. \| Harm Vanhoucke \| Belgien \| Lotto-Soudal \| + 4 s \| \| 5. \| Biniam Girmay \| Eritrea \| Intermarché-Wanty-Gobert Matériaux \| + 15 s \| \| 6. \| Mauro Schmid \| Schweiz \| Quick-Step Alpha Vinyl \| + 15 s \| \| 7. \| Mathieu van der Poel \| Niederlande \| Alpecin-Fenix \| + 15 s \| \| 8. \| Wout Poels \| Niederlande \| Bahrain Victorious \| + 33 s \| \| 9. \| Guillaume Martin \| Frankreich \| Cofidis \| + 33 s \| \| 10. \| Fabio Felline \| Italien \| Astana Qazaqstan Team \| + 2 min 56 s \| |                      |             |                                    |                 |
| |                      |             |                                    |                 |
| Quelle: ProCyclingStats |                      |             |                                    |                 |
| Etappenergebnis |                      |             |                                    |                 |
| Fahrer | Fahrer               | Land        | Team                               | Zeit            |
| 1. | Thomas De Gendt      | Belgien     | Lotto-Soudal                       | 3 h 32 min 53 s |
| 2. | Davide Gabburo       | Italien     | Bardiani CSF Faizanè               | + 0 s           |
| 3. | Jorge Arcas          | Spanien     | Movistar Team                      | + 0 s           |
| 4. | Harm Vanhoucke       | Belgien     | Lotto-Soudal                       | + 4 s           |
| 5. | Biniam Girmay        | Eritrea     | Intermarché-Wanty-Gobert Matériaux | + 15 s          |
| 6. | Mauro Schmid         | Schweiz     | Quick-Step Alpha Vinyl             | + 15 s          |
| 7. | Mathieu van der Poel | Niederlande | Alpecin-Fenix                      | + 15 s          |
| 8. | Wout Poels           | Niederlande | Bahrain Victorious                 | + 33 s          |
| 9. | Guillaume Martin     | Frankreich  | Cofidis                            | + 33 s          |
| 10. | Fabio Felline        | Italien     | Astana Qazaqstan Team              | + 2 min 56 s    |

## Gesamtstände
| \| Gesamtwertung \| Gesamtwertung \| Gesamtwertung \| Gesamtwertung \| Gesamtwertung \| \| Fahrer \| Fahrer \| Land \| Team \| Zeit \| \| ------------- \| ----------------- \| ---------------------- \| ---------------------------------- \| ---------------- \| \| 1. \| Juan Pedro López \| Spanien \| Trek-Segafredo \| 32 h 15 min 31 s \| \| 2. \| Lennard Kämna \| Deutschland \| Bora-Hansgrohe \| + 38 s \| \| 3. \| Rein Taaramäe \| Estland \| Intermarché-Wanty-Gobert Matériaux \| + 58 s \| \| 4. \| Guillaume Martin \| Frankreich \| Cofidis \| + 1 min 06 s \| \| 5. \| Simon Yates \| Vereinigtes Königreich \| BikeExchange-Jayco \| + 1 min 42 s \| \| 6. \| Mauri Vansevenant \| Belgien \| Quick-Step Alpha Vinyl \| + 1 min 47 s \| \| 7. \| Wilco Kelderman \| Niederlande \| Bora-Hansgrohe \| + 1 min 55 s \| \| 8. \| João Almeida \| Portugal \| UAE Team Emirates \| + 1 min 58 s \| \| 9. \| Pello Bilbao \| Spanien \| Bahrain Victorious \| + 2 min 00 s \| \| 10. \| Richie Porte \| Australien \| Ineos Grenadiers \| + 2 min 04 s \| |                   |                        |                                    |                  |
| |                   |                        |                                    |                  |
| Quelle: ProCyclingStats |                   |                        |                                    |                  |
| Gesamtwertung |                   |                        |                                    |                  |
| Fahrer | Fahrer            | Land                   | Team                               | Zeit             |
| 1. | Juan Pedro López  | Spanien                | Trek-Segafredo                     | 32 h 15 min 31 s |
| 2. | Lennard Kämna     | Deutschland            | Bora-Hansgrohe                     | + 38 s           |
| 3. | Rein Taaramäe     | Estland                | Intermarché-Wanty-Gobert Matériaux | + 58 s           |
| 4. | Guillaume Martin  | Frankreich             | Cofidis                            | + 1 min 06 s     |
| 5. | Simon Yates       | Vereinigtes Königreich | BikeExchange-Jayco                 | + 1 min 42 s     |
| 6. | Mauri Vansevenant | Belgien                | Quick-Step Alpha Vinyl             | + 1 min 47 s     |
| 7. | Wilco Kelderman   | Niederlande            | Bora-Hansgrohe                     | + 1 min 55 s     |
| 8. | João Almeida      | Portugal               | UAE Team Emirates                  | + 1 min 58 s     |
| 9. | Pello Bilbao      | Spanien                | Bahrain Victorious                 | + 2 min 00 s     |
| 10. | Richie Porte      | Australien             | Ineos Grenadiers                   | + 2 min 04 s     |

| Punktewertung | Punktewertung        | Punktewertung          | Punktewertung                      | Punktewertung |
| Fahrer        | Fahrer               | Land                   | Team                               | Punkte        |
| ------------- | -------------------- | ---------------------- | ---------------------------------- | ------------- |
| 1.            | Arnaud Démare        | Frankreich             | Groupama-FDJ                       | 147 P.        |
| 2.            | Biniam Girmay        | Eritrea                | Intermarché-Wanty-Gobert Matériaux | 120 P.        |
| 3.            | Mark Cavendish       | Vereinigtes Königreich | Quick-Step Alpha Vinyl             | 78 P.         |
| 4.            | Mathieu van der Poel | Niederlande            | Alpecin-Fenix                      | 72 P.         |
| 5.            | Fernando Gaviria     | Kolumbien              | UAE Team Emirates                  | 54 P.         |
| 6.            | Giacomo Nizzolo      | Italien                | Israel-Premier Tech                | 54 P.         |
| 7.            | Thomas De Gendt      | Belgien                | Lotto-Soudal                       | 51 P.         |
| 8.            | Filippo Tagliani     | Italien                | Drone Hopper-Androni Giocattoli    | 45 P.         |
| 9.            | Caleb Ewan           | Australien             | Lotto-Soudal                       | 43 P.         |
| 10.           | Davide Gabburo       | Italien                | Bardiani CSF Faizanè               | 38 P.         |

| Bergwertung | Bergwertung      | Bergwertung | Bergwertung                        | Bergwertung |
| Fahrer      | Fahrer           | Land        | Team                               | Punkte      |
| ----------- | ---------------- | ----------- | ---------------------------------- | ----------- |
| 1.          | Koen Bouwman     | Niederlande | Jumbo-Visma                        | 68 P.       |
| 2.          | Lennard Kämna    | Deutschland | Bora-Hansgrohe                     | 43 P.       |
| 3.          | Wout Poels       | Niederlande | Bahrain Victorious                 | 27 P.       |
| 4.          | Davide Formolo   | Italien     | UAE Team Emirates                  | 25 P.       |
| 5.          | Bauke Mollema    | Niederlande | Trek-Segafredo                     | 20 P.       |
| 6.          | Mirco Maestri    | Italien     | Eolo-Kometa                        | 18 P.       |
| 7.          | Juan Pedro López | Spanien     | Trek-Segafredo                     | 18 P.       |
| 8.          | Rein Taaramäe    | Estland     | Intermarché-Wanty-Gobert Matériaux | 12 P.       |
| 9.          | Tom Dumoulin     | Niederlande | Jumbo-Visma                        | 11 P.       |
| 10.         | Sylvain Moniquet | Belgien     | Lotto-Soudal                       | 9 P.        |

| Nachwuchswertung | Nachwuchswertung  | Nachwuchswertung | Nachwuchswertung       | Nachwuchswertung |
| Fahrer           | Fahrer            | Land             | Team                   | Zeit             |
| ---------------- | ----------------- | ---------------- | ---------------------- | ---------------- |
| 1.               | Juan Pedro López  | Spanien          | Trek-Segafredo         | 32 h 15 min 31 s |
| 2.               | Mauri Vansevenant | Belgien          | Quick-Step Alpha Vinyl | + 1 min 47 s     |
| 3.               | João Almeida      | Portugal         | UAE Team Emirates      | + 1 min 58 s     |
| 4.               | Thymen Arensman   | Niederlande      | Team DSM               | + 2 min 15 s     |
| 5.               | Santiago Buitrago | Kolumbien        | Bahrain Victorious     | + 2 min 18 s     |
| 6.               | Iván Sosa         | Kolumbien        | Movistar Team          | + 3 min 05 s     |
| 7.               | Pavel Sivakov     | Frankreich       | Ineos Grenadiers       | + 3 min 14 s     |
| 8.               | Tobias Foss       | Norwegen         | Jumbo-Visma            | + 4 min 14 s     |
| 9.               | Gijs Leemreize    | Niederlande      | Jumbo-Visma            | + 5 min 19 s     |
| 10.              | Felix Gall        | Österreich       | AG2R Citroën Team      | + 6 min 48 s     |

| Mannschaftswertung | Mannschaftswertung                 | Mannschaftswertung     | Mannschaftswertung |
| Team               | Team                               | Land                   | Zeit               |
| ------------------ | ---------------------------------- | ---------------------- | ------------------ |
| 1.                 | Intermarché-Wanty-Gobert Matériaux | Belgien                | 96 h 49 min 05 s   |
| 2.                 | Trek-Segafredo                     | Vereinigte Staaten     | + 51 s             |
| 3.                 | Bora-Hansgrohe                     | Deutschland            | + 1 min 01 s       |
| 4.                 | Bahrain Victorious                 | Bahrain                | + 1 min 04 s       |
| 5.                 | Jumbo-Visma                        | Niederlande            | + 2 min 01 s       |
| 6.                 | Ineos Grenadiers                   | Vereinigtes Königreich | + 4 min 22 s       |
| 7.                 | BikeExchange-Jayco                 | Australien             | + 4 min 27 s       |
| 8.                 | Movistar Team                      | Spanien                | + 7 min 05 s       |
| 9.                 | Cofidis                            | Frankreich             | + 9 min 27 s       |
| 10.                | Astana Qazaqstan Team              | Kasachstan             | + 10 min 07 s      |

## Ausgeschiedene Fahrer
- Simon Carr (EF Education-EasyPost): nicht gestartet[4][5]